# Droga krajowa 52
Die Droga krajowa 52 (kurz DK52, pol. für ,Nationalstraße 52‘ bzw. ,Landesstraße 52‘) ist eine Landesstraße in Polen. Sie führt von Bielsko-Biała in östlicher Richtung über Kęty, Andrychów und Wadowice bis Głogoczów und verbindet die Schnellstraße S1 und die Landesstraße 7 miteinander. Die Gesamtlänge beträgt 73,5 km.

## Geschichte
Nach der Neuordnung des polnischen Straßennetzes im Jahr 1985 wurde dem heutigen Straßenverlauf die Landesstraße 96 zugeordnet. Mit der Reform der Nummerierung vom 9. Mai 2001 wurde daraus die neue Landesstraße 52.

## Wichtige Ortschaften entlang der Strecke
- Bielsko-Biała
- Kobiernice
- Kęty
- Andrychów
- Wadowice
- Kalwaria Zebrzydowska
- Biertowice
- Głogoczów